# Gyékényes, Somogy
Gyékényes  este un sat în districtul Csurgó, județul Somogy, Ungaria, având o populație de 1.054 de locuitori (2011). 

## Demografie
Componența etnică a satului Gyékényes
     Maghiari (91,38%)
     Romi (6,41%)
     Germani (1,5%)
     Necunoscut (0,3%)
     Croați (0,4%)
     Alții (0,3%)
Componența confesională a satului Gyékényes
     Romano-catolici (60,06%)
     Luterani (13,28%)
     Fără religie (5,88%)
     Reformați (2,28%)
     Necunoscută (17,74%)
     Alte religii (1,04%)
Conform recensământului din 2011, satul Gyékényes avea 1.054 de locuitori. Din punct de vedere etnic, majoritatea locuitorilor (91,38%) erau maghiari, existând și minorități de romi (6,41%) și germani (1,5%). Apartenența etnică nu este cunoscută în cazul a 0,3% din locuitori.  Din punct de vedere confesional, majoritatea locuitorilor (60,06%) erau romano-catolici, existând și minorități de luterani (13,28%), persoane fără religie (5,88%) și reformați (2,28%). Pentru 17,74% din locuitori nu este cunoscută apartenența confesională.